# 大学技术学院
大学技术学院（法語：Institut universitaire de technologie，简称 IUT）是法国大学内部的一个学院，学院提供工业与服务业的初始与继续教育。
大学技术学院主要授予大学技术学士文凭。
在法国境内共有114所大学技术学院

## 历史
1965年，法国的四个城市创建了不同的实践性教育机构，这些学校的教学方法和目的是为了将来成立大学技术学院作准备。
1966年1月，法国政府颁布法案成立大学技术学院，七个月后在法国全国建立了14所大学技术学院。这些学校回应了当时法国经济发展的需求。同年九月，大学技术文凭的八个专业被确定：
- 机械
- 电子、通信与自动化
- 能源电气
- 信息
- 企业管理
- 应用生物学
- 化学
- 土木工程

根据2013年的统计，83 %获得大学技术文凭的毕业生选择了继续学习，这个比例相较于更加职业化导向的高级技师证书更高。